# Odontobutis interrupta
Odontobutis interrupta is een straalvinnige vissensoort uit de familie van de zeegrondels (Odontobutidae). De wetenschappelijke naam is gepubliceerd in 1985 door Iwata en Jeon.